# Les Commitments
 (mars 2022).
Si vous disposez d'ouvrages ou d'articles de référence ou si vous connaissez des sites web de qualité traitant du thème abordé ici, merci de compléter l'article en donnant les références utiles à sa vérifiabilité et en les liant à la section « Notes et références ».
Pour plus de détails, voir Fiche technique et Distribution.
Les Commitments (The Commitments) est un film américano-britannico-irlandais  d'Alan Parker sorti en 1991. Adapté du premier des trois romans de la Trilogie de Barrytown de l'écrivain irlandais Roddy Doyle publié en 1987, il s'agit de l'histoire de quelques jeunes chômeurs du nord de Dublin (Irlande), qui décident de fonder un groupe de musique soul.

## Synopsis
Dans les années 1980, Jimmy Rabbitte, la vingtaine, fait circuler sous le manteau des cassettes audio de soul à North Side, le quartier ouvrier de Dublin. Il est le manager de Outspan Foster et Derek Scully, respectivement guitariste et bassiste récemment virés d'un très consensuel petit groupe d'animation de mariage. Ils ont envie d'arrêter de « galérer » et veulent former un groupe de blue-eyed soul. Jimmy Rabbitte organise chez ses parents, avec qui il habite, un casting pour trouver d'autres membres. Se présente énormément de monde ; à peu près tous les jeunes du quartier viennent montrer ce qu'ils savent faire, dans tous les styles (pop, musique folklorique, punk, etc.) dans toutes les pièces de la maison et jusque dans la salle de bain. La queue dans la rue est tellement longue que certains attendent en croyant acquérir de la drogue au bout. Personne n'a l'air de comprendre que le groupe est censé jouer de la soul. Ce n'est pas vraiment le genre musical le plus répandu dans le quartier. Mais après plusieurs jours d'audition, le groupe trouve sa structure. Il y a Billy, le batteur, Dean, saxophoniste, Steven, pianiste qui répète dans une église dont le curé est fan de Percy Sledge, Outspan et Derek, guitaristes, Deco, le chanteur, et même un vieux de la vieille, Joey “The Lips” Fagan, trompettiste de génie. Mickah est nommé responsable de la sécurité, et batteur de réserve. Les chœurs sont assurés par Imelda, Nathalie et Bernie. Après des jours de répétition, et quelques chamailleries, le groupe est opérationnel.

## Fiche technique
- Titre francophone : Les Commitments
- Titre original : The Commitments
- Réalisation : Alan Parker
- Scénario : Dick Clement, Ian La Frenais (en) et Roddy Doyle, d'après le roman de The Commitments de Roddy Doyle
- Photographie : Gale Tattersall (en)
- Montage : Gerry Hambling
- Musique : Wilson Pickett, The Commitments sur les reprises
- Décor : Brian Morris
- Costumes : Penny Rose
- Producteurs : Lynda Myles, Roger Randall-Cutler
- Coproducteur : Marc Abraham
- Sociétés de production : Beacon Communications, Dirty Hands Productions et First Film Company
- Sociétés de distribution : 20th Century Fox (États-Unis), Les Films Ariane (France)
- Format : couleur — 1,85:1 — 35 mm — Panavision — Dolby SR
- Genre : comédie dramatique, film musical
- Durée : 118 minutes
- Dates de sortie[1] :
  -  États-Unis : 14 août 1991
  -  Royaume-Uni, Irlande : 4 octobre 1991
  -  France : 28 août 1991

## Distribution
- Robert Arkins (VF : Serge Faliu) : Jimmy Rabbitte (manager du groupe et chanteur de Treat Her Right)
- Michael Aherne (VF : Denis Laustriat) : Steven Clifford (piano)
- Angeline Ball (en) (VF : Nathalie Spitzer) : Imelda Quirke (choriste)
- Dave Finnegan (VF : Mathias Kozlowski) : Mickah Wallace (batterie)
- Bronagh Gallagher (VF : Joëlle Guigui) : Bernie McGloughlin (choriste)
- Félim Gormley (VF : Julien Kramer) : Dean Fay (saxophone)
- Glen Hansard (VF : Lionel Melet) : Outspan Foster (guitare)
- Maria Doyle Kennedy (VF : Brigitte Berges) : Natalie Murphy (choriste)
- Dick Massey (VF : Jérôme Berthoud) : Billy Mooney (batterie)
- Kenneth McCluskey (VF : Damien Boisseau) : Derek Scully (basse)
- Johnny Murphy (VF : Jean-Claude Sachot) : Joey “The Lips” Fagan (trompette)
- Andrew Strong (en) (VF : Philippe Vincent) : Deco Cuffe (chant)
- Andrea Corr : Sharon Rabbitte, la sœur de Jimmy
- Colm Meaney (VF : Jean-Claude Robbe) : Jim Rabbitte Sr., le père de Jimmy
- Ann Kent (VF : Anne Ludovik) : Mme Rabbitte, la mère de Jimmy
- Alan Parker : l'ingénieur du son dans le studio quand Deco s'énerve (caméo)
- Maura O'Malley (VF : Lita Recio) : Mme Fagan, la mère de Joey
- Liam Carney (VF : Vincent Grass) : Duffy
- Pat Leavy (VF : Liliane Gaudet) : la conseillère au bureau de chômage
- Rynagh O'Grady (VF : Régine Teyssot) : la mère de Bernie
- Mark O'Regan (VF : Hervé Caradec) : le père Molloy
- Phelim Drew (VF : Frédéric Norbert) : Roddy, le journaliste
- Ruth Fairclough (VF : Sarah Marot) : une jumelle

## Production

### Genèse
Alors qu'il préparait son second roman, Roddy Doyle voulait traiter d'un groupe de jeunes étudiants sans avenir qui aspirent à devenir autre chose que de simples ouvriers. Sa première idée était de situer son histoire dans le monde du football avec une équipe appelée « The commitments ». Lorsqu'une pièce racontant les déboires d'une équipe de footballeurs amateurs est jouée à Dublin, il opte alors pour l'univers de la musique, tout en gardant le nom d'origine.
Les droits de son livre vendus, Doyle se charge lui-même d'en faire un scénario pour le cinéma. Les scénaristes Dick Clements et Ian La Fresnais se chargent d'en faire une nouvelle version améliorée. Mais devant la difficulté de trouver les fonds pour en faire un film, ils contactent le célèbre réalisateur Alan Parker. Ce dernier, sous le charme, fait tout ce qu'il faut pour que le film voie le jour.

### Attribution des rôles
Au tout début de la préproduction du film, c'est le nom de Van Morrison qui circulait pour interpréter le rôle de Joey “The Lips”.
Par souci de réalisme, le réalisateur Alan Parker ne voulait pas engager des acteurs n'ayant aucune connaissance en musique et qu'il aurait fallu doubler en postsynchronisation pour les séquences de chant ou des instruments. Aussi, la préproduction a été plus longue, car, tout comme dans le film, il a fallu trouver avant tout des musiciens qui devaient avoir également des compétences d'acteurs. Après des auditions aussi longues que fatigantes, près de 3 000 candidats sont auditionnés par le réalisateur, qui plus est pendant la coupe du monde de football 1990 en Italie.
Ainsi, il s'entoure de musiciens professionnels dont Glen Hansard (que l'on retrouve beaucoup plus tard dans le film musical Once en compagnie de Marketa Irglova), et tous les acteurs musiciens du film jouent véritablement lors des séquences de concerts.
On peut noter également la présence à l'écran d'Andrea Corr (Sharon Rabbitte), de Jim Corr (un membre du groupe), de Caroline Corr (figurante non créditée) et de Sharon Corr (non créditée), tous membres du groupe familial irlandais The Corrs.

### Tournage
Le film a été tourné en Irlande, principalement à Dublin :
- Ballsbridge
- Bray Head Hotel, Studios Ardmore, Herbert Road, Bray, Comté de Wicklow, Irlande
- Darndale, Guide Hall, Synge Street, Ricardo's Snooker Hall - Lower Camden StreetNorthside, Pembroke Road, Ballsbridge Sherriff Street, St Francis Xavier's Church, Gardiner Street, Waterside Rock Bar, Sir John Rogerson's Quay

### Postproduction
Comme la plupart des acteurs étaient des amateurs et que les musiciens jouaient constamment en live, le montage a été compliqué. Le réalisateur Alan Parker raconte qu'« il y avait constamment des bruits de fond: des dialogues qui se superposaient et des répliques improvisées qui s'entremêlaient avec les répliques du scénario. (...) Il s'agissait d'un travail de groupe avec des acteurs pour la plupart inexpérimentés, et nous devions filmer la musique en direct et l'incorporer au jeu des acteurs, avec parfois dix acteurs dans le champ en même temps ! »

## Bandes originales
Les deux bandes originales contiennent des titres soul repris par les Commitments.
Beaucoup de personnes à la sortie des projections test du film n'ont pas cru que les acteurs jouaient réellement la musique et le chant dans le film...pour beaucoup, le groupe était « trop bon pour être vrai ! ». À la première du film qui eut lieu dans la O'Connell Street à Dublin, la troupe a chanté en direct sur scène Try a Little Tenderness et Mustang Sally, deux titres issus du film, afin de prouver à tous que c'était bien eux qui chantaient dans le film.
Par ailleurs, à la suite du très beau succès du film et de sa bande originale en CD, Andrew Strong décrocha un contrat chez MCA. De plus, un groupe de musiciens, The Stars from The Commitments, est créé et reprend les standards joués dans le film ainsi que d'autres célèbres titres de la musique soul. Le groupe existe toujours et fort de plus de 1500 concerts, continue de se produire aux quatre coins du monde. Deux des musiciens originaux du film sont membres de cette formation : Dick Massey et Kenneth McCluskey.
| 1.  | Mustang Sally                                 | Mack Rice                                        | Mack Rice             | 4:02 |
| 2.  | Take Me to the River                          | Al Green, Mabon “Teenie” Hodges                  | Al Green              | 3:36 |
| 3.  | Chain of Fools                                | Don Covay                                        | Aretha Franklin       | 2:58 |
| 4.  | The Dark End of the Street                    | Dan Penn, Chips Moman                            | James Carr            | 2:34 |
| 5.  | Destination Anywhere (Niamh Kavanagh)         | Nickolas Ashford, Valerie Simpson                | The Marvelettes       | 3:08 |
| 6.  | I Can't Stand the Rain                        | Ann Peebles, Don Bryant, Bernard “Bernie” Miller | Ann Peebles           | 3:12 |
| 7.  | Try a Little Tenderness                       | Jimmy Campbell, Reg Connelly, Harry M. Woods     | Otis Redding          | 4:31 |
| 8.  | Treat Her Right                               | Roy Head and the Traits                          | Roy Head & the Traits | 3:35 |
| 9.  | Do Right Woman, Do Right Man (Niamh Kavanagh) | Penn, Moman                                      | Aretha Franklin       | 3:15 |
| 10. | Mr. Pitiful                                   | Redding, Steve Cropper                           | Otis Redding          | 2:07 |
| 11. | I Never Loved a Man                           | Ronny Shannon                                    | Aretha Franklin       | 3:09 |
| 12. | In the Midnight Hour                          | Pickett, Cropper                                 | Wilson Pickett        | 2:21 |
| 13. | Bye Bye Baby                                  | Mary Wells                                       | Mary Wells            | 3:21 |
| 14. | Slip Away                                     | William Armstrong, Marcus Daniel, Wilbur Terrell | Clarence Carter       | 4:27 |

| 1.  | Hard to Handle            | Allen Jones, Alvertis Isbell, Otis Redding | Otis Redding             | 2:23 |
| 2.  | Grits Ain't Groceries     | Titus Turner                               | Little Milton            | 3:44 |
| 3.  | I Thank You               | David Porter, Isaac Hayes                  | Sam & Dave               | 3:40 |
| 4.  | That's the Way Love Is    | Barrett Strong, Norman Whitfield           | Marvin Gaye              | 4:08 |
| 5.  | Show Me                   | Joe Tex                                    | Joe Tex                  | 2:56 |
| 6.  | Saved                     | Jerry Leiber et Mike Stoller               | LaVern Baker             | 2:54 |
| 7.  | Too Many Fish in the Sea  | Edward Holland, Jr., Norman Whitfield      | The Marvelettes          | 2:45 |
| 8.  | Fa-Fa-Fa-Fa-Fa (Sad Song) | Otis Redding, Steve Cropper                | Otis Redding             | 2:52 |
| 9.  | Land of a Thousand Dances | Antoine Domino, Chris Kenner               | Chris Kenner             | 3:16 |
| 10. | Nowhere to Run            | Edward Holland, Jr., Norman Whitfield      | Martha and the Vandellas | 3:39 |
| 11. | Bring It On Home to Me    | Sam Cooke                                  | Sam Cooke                | 3:41 |

## Distinctions principales
Source et distinctions complètes : Internet Movie Database

### Récompenses
- BAFTA 1992 : meilleur film, meilleur réalisateur pour Alan Parker, meilleur montage pour Gerry Hambling, meilleur scénario adapté pour Dick Clement, Ian La Frenais (en) et Roddy Doyle

### Nominations
- Oscars 1992 : meilleur montage pour Gerry Hambling
- BAFTA 1992 : meilleur acteur dans un second rôle pour Andrew Strong, meilleur son
- Golden Globes 1992 : meilleur film musical ou de comédie

## Clins d’œil
- Au début du film, Jimmy Rabbitte vend des VHS piratées dans le train. L'un des titres demandé par son client n'est autre que Mississippi Burning un autre film d'Alan Parker.
- Dans la séquence du vidéo club, pour certains plans serrés (sur le personnage du saxophoniste Dean Fay), on peut apercevoir en arrière-plan sur les étagères plusieurs VHS de films, dont Birdy et Midnight Express, deux autres films très connus du réalisateur.
- James Brown apparaît en vidéo dans le film et est pris en exemple pour former le groupe « soul ». Cependant, le célèbre chanteur américain engagea des poursuites à la sortie du film, prétendant que l'âme du film lui appartenait. Il a demandé 3 millions de dollars de dommages et intérêts et l'interdiction de diffusion du film en vidéo et à la télévision. Il n'a pas eu gain de cause. Il déclare dans une interview du Washington Post : « C'est un film fantastique et ils ont fait du très bon boulot... Mais je pense qu'ils ont profité d'un homme très humble et ignorant. »

## Citation célèbre
« Vous ne comprenez pas les gars ! Les Irlandais sont les Noirs de l'Europe ! À Dublin on est les Noirs de l'Irlande et ceux des quartiers nord sont les Noirs de Dublin ! Alors, dites : “je suis noir et j'en suis fier!” »